# Leona (keresztnév)
A Leona görög eredetű női név a Leó és a Leon férfinév női párja, így a jelentése: nőstényoroszlán. 

## Rokon nevek
- Leonetta:[1] a Leona olasz kicsinyítőképzős származéka.[2]
- Lionella:[1] a Lionel férfinév női párja.

## Gyakorisága
Az 1990-es években a Leona, Leonetta és a Lionella igen ritka név, a 2000-es években nem szerepelnek a 100 leggyakoribb női név között.

## Névnapok
Leona
- január 4.[2]
- február 20.[2]
- február 21.[2]
- április 11.[2]
- december 9.[2]

Leonetta:
- január 17.[2]

Lionella:
- március 1.

## Híres Leonák, Leonetták, Lionellák
- „Leona” utónevű személyek szócikkeinek listája a Wikidata alapján